# Kostrzewa

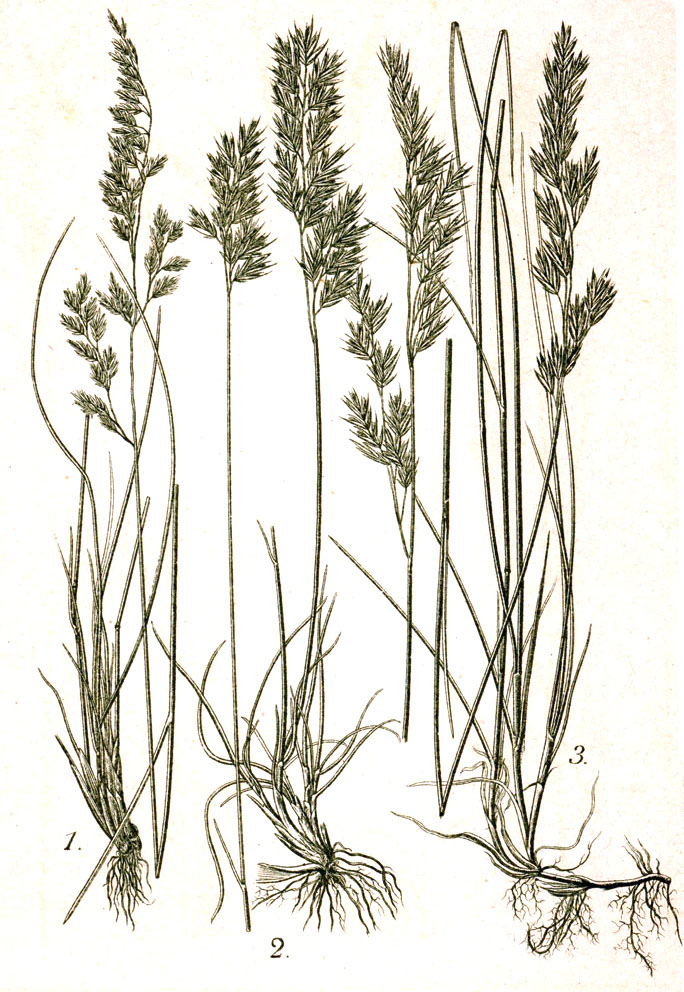
Od lewej: kostrzewa ametystowa, kostrzewa różnolistna, kostrzewa czerwona

Kostrzewa (Festuca L.) – rodzaj roślin należący do rodziny wiechlinowatych. Należy do niego ok. 450–640 gatunków występujących w strefie klimatu umiarkowanego na całym świecie, w strefie międzyzwrotnikowej gatunki z tego rodzaju rosną w górach. W obrębie rodzaju wyróżnia się wiele gatunków zbiorowych, wiele taksonów jest morfologicznie bardzo podobnych. Ważnymi cechami diagnostycznymi są układ pasm sklerenchymy na przekroju poprzecznym liścia oraz sposób rozgałęziania się pędów wegetatywnych (śródpochwowe lub pozapochwowe).
Ze względu na walory ozdobne i użytkowe wiele gatunków jest uprawianych jako rośliny ozdobne i pastewne. 

## Systematyka
Rodzaj z rodziny wiechlinowatych Poaceae, w której klasyfikowany jest do podrodziny Pooideae, plemienia Poeae i podplemienia Loliinae. W obrębie podplemienia kostrzewa jest najbardziej zróżnicowanym rodzajem, ale też trudnym taksonomicznie. Mimo odmienności budowy blisko spokrewnionym rodzajem jest życica Lolium. Od II połowy XX wieku problemem jest podział gatunków między tymi rodzajami z powodu grupy szerokolistnych gatunków zaliczanych tradycyjnie do kostrzew (podrodzaj Schedonorus, obejmujący m.in. kostrzewę olbrzymią F. gigantea, kostrzewę łąkową F. pratensis i kostrzewę trzcinową F. arundinacea). Gatunki te w rozmaitych badaniach (morfologicznych, genetycznych i chemicznych) wykazują większe podobieństwo do rodzaju Lolium niż innych gatunków z rodzaju Festuca. Analizy pokrewieństwa potwierdziły, że tworzą one wspólny klad z Lolium. W efekcie część autorów postuluje ich wyodrębnienie w osobny rodzaj Schedonorus, inni włączają te gatunki do rodzaju Lolium. To drugie rozwiązanie przyjmuje m.in. baza taksonomiczna Kew Gardens – Plants of the World online. Niektóre mniejsze rodzaje z kolei włączane są do rodzaju Festuca i dotyczy to m.in. rodzaju wulpia Vulpia.
Mieszańce między kostrzewami z sekcji Schedonorus i życicami wyodrębniane są pod nazwą kostrzyca (× Festulolium).
Gatunki flory Polski
Pierwsza nazwa naukowa według listy krajowej, druga – obowiązująca według bazy taksonomicznej Plants of the World online (jeśli jest inna)
- kostrzewa ametystowa Festuca amethystina L.
- kostrzewa barwna Festuca picta Kit. ≡ Festuca picturata Pils
- kostrzewa blada Festuca pallens Host
- kostrzewa bruzdkowana Festuca rupicola Heuff.
- kostrzewa czarniawa Festuca nigrescens Lam.
- kostrzewa czerwona, k. czerwonawa Festuca rubra L. s.s.
- kostrzewa długolistna Festuca guestphalica Boenn. ex Rchb.
- kostrzewa Duvala Festuca duvalii (St.-Yves) Stohr.
- kostrzewa Gautiera Festuca gautieri (Hack.) K. Richt.
- kostrzewa górska Festuca drymeia Mert. & W.D.J. Koch
- kostrzewa karpacka Festuca carpatica F. Dietr.
- kostrzewa kosmata Festuca villosa Schweigg. ≡ Festuca rubra L.
- kostrzewa kozia Festuca rupicaprina (Hack.) A. Kern. – antropofit zadomowiony
- kostrzewa leśna Festuca altissima All.
- kostrzewa łąkowa Festuca pratensis Huds. ≡ Lolium pratense (Huds.) Darbysh.
- kostrzewa makutrzańska Festuca makutrensis Zapał.
- kostrzewa miotlasta, k. niedźwiedzia Festuca scoparia A. Kern. & Hack. ≡ Festuca gautieri subsp. gautieri – gatunek uprawiany
- kostrzewa murawowa, k. szczeciniasta Festuca trachyphylla (Hack.) Krajina
- kostrzewa nadmorska Festuca salina Natho & Stohr ≡ Festuca rubra L.
- kostrzewa nibydalmacka Festuca pseudodalmatica Krajina ex Domin
- kostrzewa nibyowcza Festuca pseudovina Hack. ex Wiesb. ≡ Festuca pulchra Schur
- kostrzewa niska Festuca airoides Lam.
- kostrzewa nitkowata Festuca tenuifolia Sibth. ≡ Festuca filiformis Pourr.
- kostrzewa olbrzymia Festuca gigantea (L.) Vill. ≡ Lolium giganteum (L.) Darbysh.
- kostrzewa owcza Festuca ovina L.
- kostrzewa piaskowa Festuca psammophila (Hack. ex Čelak.) Fritsch
- kostrzewa pochwiasta Festuca vaginata Waldst. & Kit. ex Willd.
- kostrzewa poleska Festuca polesica Zapał. ≡ Festuca beckeri (Hack.) Trautv.
- kostrzewa popielata, k. sina Festuca cinerea Vill. – gatunek uprawiany
- kostrzewa pstra Festuca versicolor Tausch
- kostrzewa rozpierzchła Festuca diffusa Dumort. ≡ Festuca heteromalla Pourr.
- kostrzewa różnolistna Festuca heterophylla Lam.
- kostrzewa sitowata Festuca unifaria Dumort. ≡ Festuca rubra L.
- kostrzewa tatrzańska Festuca tatrae (Czakó) Degen
- kostrzewa trzcinowa Festuca arundinacea Schreb. ≡ Lolium arundinaceum (Schreb.) Darbysh.
- kostrzewa walezyjska Festuca valesiaca Schleich. ex Gaudin